# Mora (gra)

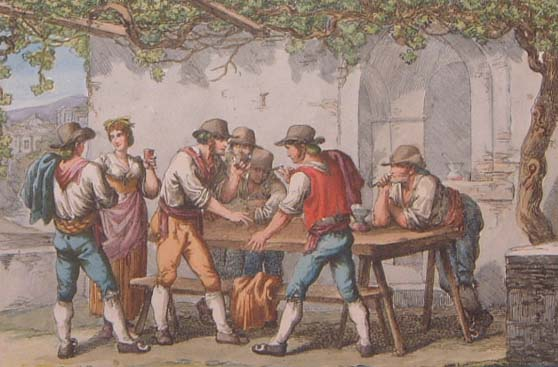
Gra mora na obrazie namalowanym przez Bartolomeo Pinelli

Mora (wł. Morra) – włoska gra towarzyska dla dwóch osób (istnieją warianty wieloosobowe), znana już w starożytnym Rzymie. W morę gra się, używając dłoni graczy.

## Zasady
Gra składa się z kolejnych tur. W każdej turze obydwaj gracze, na umówiony sygnał, szybko wystawiają przed siebie po jednej dłoni, pokazującej od zera do pięciu palców. W tym samym czasie gracze głośno mówią liczbę od zera do dziesięciu. Jeżeli jeden gracz odgadł liczbę będącą sumą liczb pokazanych palcami, otrzymuje jeden punkt.
Gracz, który pierwszy uzyska dziesięć punktów, wygrywa partię.
W celu uniknięcia nieporozumień, często stosuje się konkretne znaki wyrażające wybrane liczby (zamiast dowolnych układów palców):
- dłoń zwinięta w pięść oznacza zero
- wysunięty palec wskazujący to jeden
- palce: wskazujący i wielki (środkowy), oznaczają dwa
- liczbę trzy sygnalizuje się poprzez układ jak do 'dwa' oraz wysunięty palec serdeczny lub kciuk
- cztery pokazuje się jako dłoń z zagiętym kciukiem i wysuniętymi czterema palcami
- otwarta dłoń z rozstawionymi wszystkimi palcami oznacza pięć

Uproszczoną wersją mory jest gra papier, kamień, nożyce, w którą mogą grać nawet małe dzieci.